# Atriplex halimus
Atriplex halimus L., 1753 è una pianta della famiglia delle Amarantacee.
È nota coi nomi volgari di porcellana di mare e alimo.

## Distribuzione e habitat
La specie è presente in Macaronesia, nel bacino del Mediterraneo, nell'Africa nord-orientale e nella penisola arabica.
È una pianta xerofila (di luoghi aridi), psammofila (di luoghi sabbiosi) e alofila (tollerante elevati livelli di salinità), tipica della macchia mediterranea.

## Usi
Sono in corsi studi sulla possibile utilizzazione come fonte foraggera in aree a rischio di desertificazione.